# Ewa Pilatowa

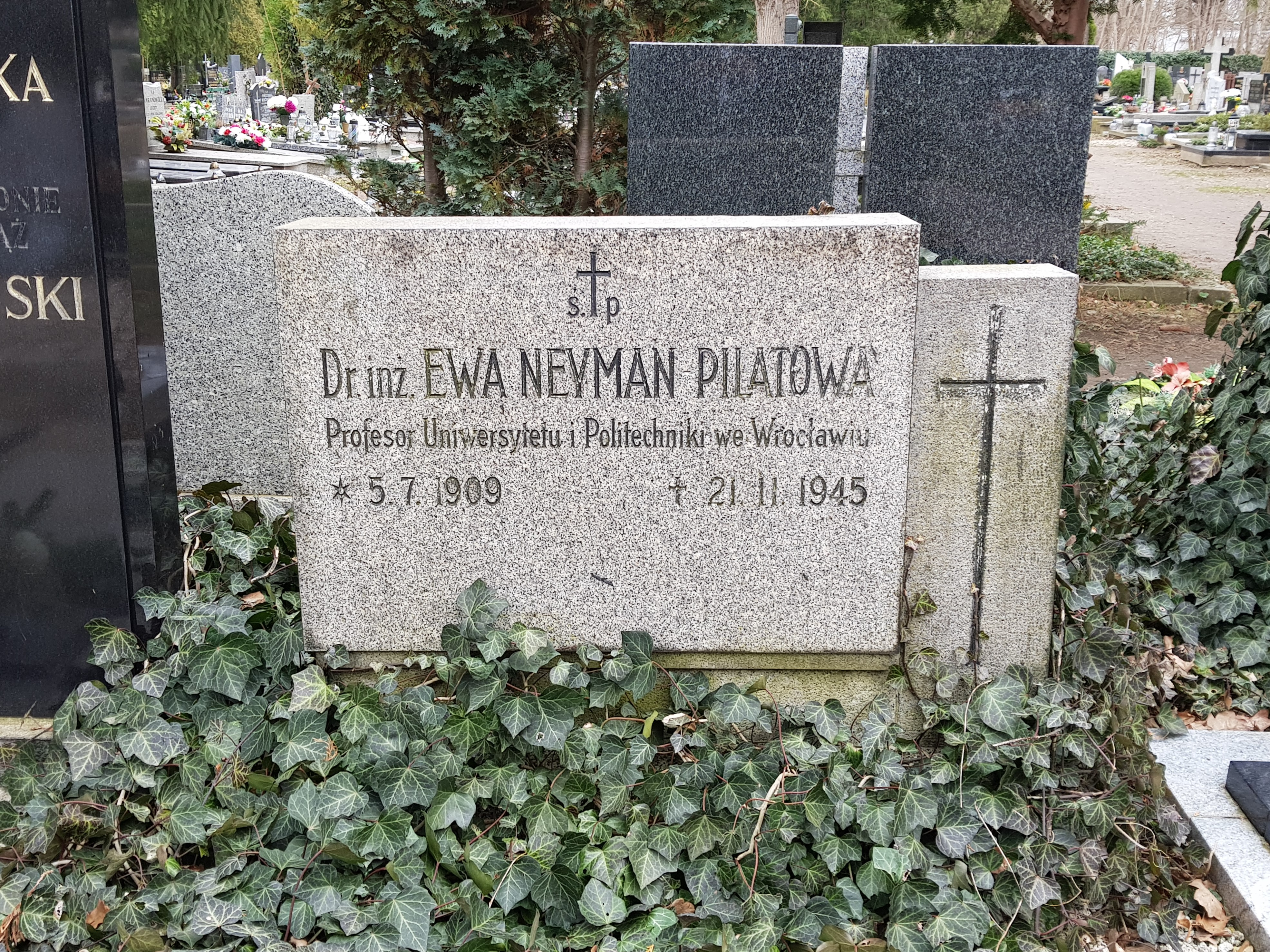
Grób prof. Ewy Pilatowej na cmentarzu św. Wawrzyńca we Wrocławiu

Ewa Pilatowa, z domu Spława-Neyman (ur. 5 lipca 1909 we Lwowie, zm. 21 listopada 1945 we Wrocławiu) – polska chemik, wykładowca Politechniki Lwowskiej, Politechniki Śląskiej i Politechniki Wrocławskiej.

## Życiorys
Była córką Kazimierza Neymana (inżyniera górniczego) i Stefanii również z Neymanów. Ukończyła gimnazjum im. Królowej Jadwigi we Lwowie oraz Polskie Konserwatorium Muzyczne we Lwowie (klasę fortepianu). W latach 1927–1932 studiowała chemię na Politechnice Lwowskiej, uzyskując w 1932 stopień inżyniera. W latach 1931–1933 była asystentką w Katedrze Chemii Ogólnej na Wydziale Rolniczo-Leśnym, 1933–1934 w Katedrze Chemii Nieorganicznej na Wydziale Chemii Politechniki Lwowskiej. Od 1934 pracowała w Katedrze Technologii Nafty i Gazów Ziemnych na Wydziale Chemicznym tej uczelni; w 1935 została żoną kierownika tej katedry Stanisława Pilata. Jej małżeństwo było bezdzietne. W 1938 na Wydziale Matematyczno-Przyrodniczym Uniwersytetu Jana Kazimierza we Lwowie obroniła pracę doktorską Niektóre właściwości roztworów gazu ziemnego w lekkich węglowodorach.
Przyczyniła się do osiągnięć naukowych i rozwoju Katedry Technologii Nafty i Gazów Ziemnych Politechniki (od okupacji w 1939 – Lwowskiego Instytutu Politechnicznego), będącej czołową jednostką naukową w Europie w swojej specjalności. W latach 1941–1944 pracowała jako chemik w fabryce farmaceutycznej „Laokoon” we Lwowie (jej mąż został zamordowany przez Niemców w lipcu 1941 wraz z innymi uczonymi lwowskimi). Nie przyjęła kierownictwa katedry we Lwowskim Instytucie Politechnicznym.
W 1945 została pracownikiem Instytutu Paliw Płynnych na Wydziale Politechnicznym Akademii Górniczej w Krakowie, a w maju 1945 habilitowała się na wydziale chemicznym Politechniki Śląskiej w Gliwicach i w tym samym roku została kierownikiem Katedry Technologii Nafty i Paliw Płynnych na Wydziale Chemicznym Politechniki Wrocławskiej. W listopadzie 1945 zmarła we Wrocławiu śmiercią tragiczną. Została pochowana przy głównej alei na cmentarzu św. Wawrzyńca we Wrocławiu.
Była autorką wielu prac naukowych, poświęconych chemii farmaceutycznej, badaniom nad gazami i węglowodorami oraz chemii i technologii nafty, m.in.:
- O pochodnych arsenowych indarolu (1932)
- O leczniczym stosowaniu sulfokwasów naftowych i ich pochodnych (1933)
- Ciepło rozpuszczania gazów ziemnych w węglowodorach ciekłych (1935)
- Zur Klassifikation der Schmieroele (1935)
- O zdolności zwilżania olejów smarowych (1936)
- Oleje syntetyczne otrzymane z węglowodorów nienasyconych (1938)
- Problem paliw płynnych (1945)
- Kraking katalityczny (1945)
- Płynne paliwa silnikowe (1950, podręcznik wydany pośmiertnie)